# Hyundai Aslan
Hyundai Aslan – samochód osobowy klasy wyższej produkowany pod południowokoreańską marką Hyundai w latach 2014 – 2017.

## Historia i opis modelu

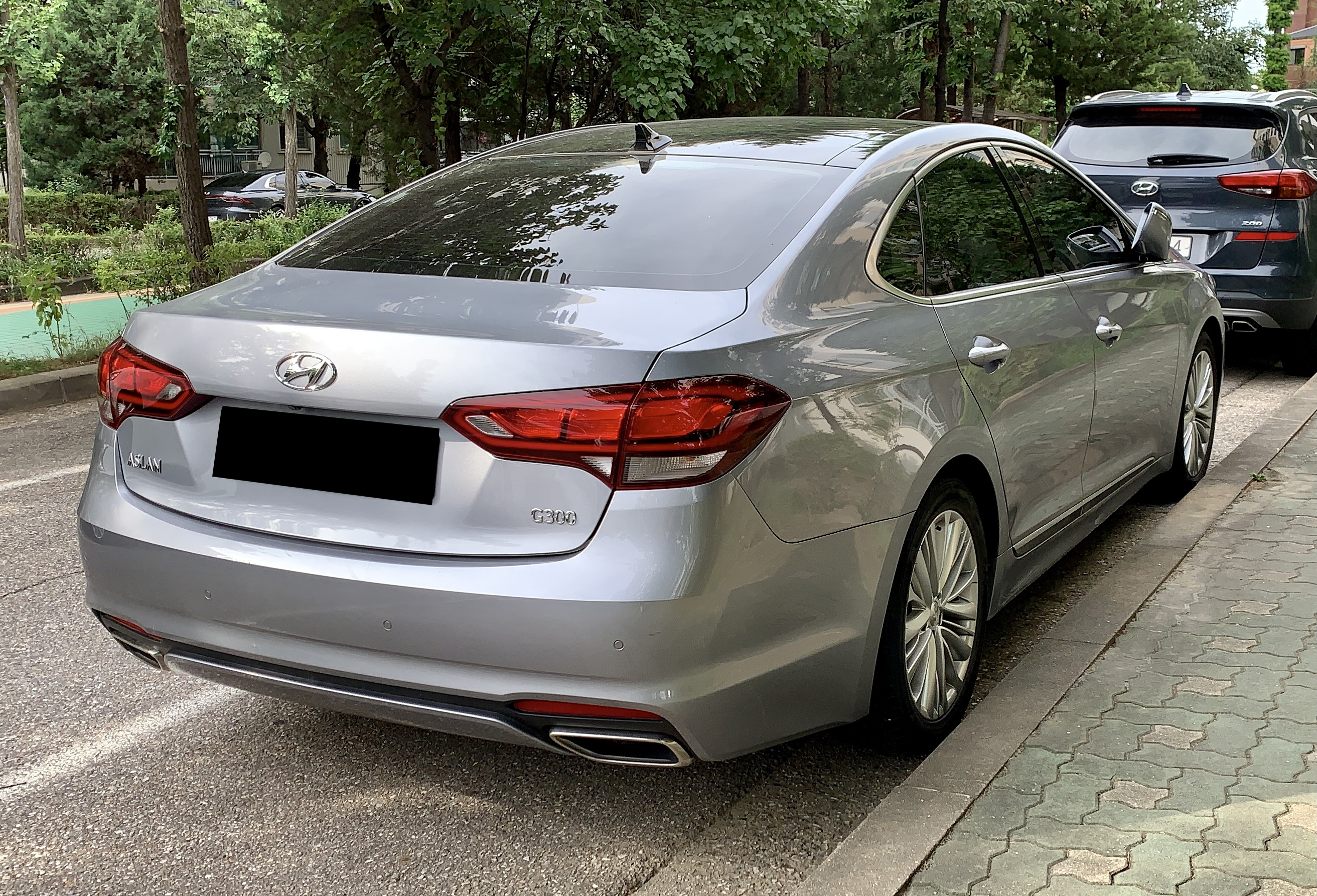
Hyundai Aslan - tył

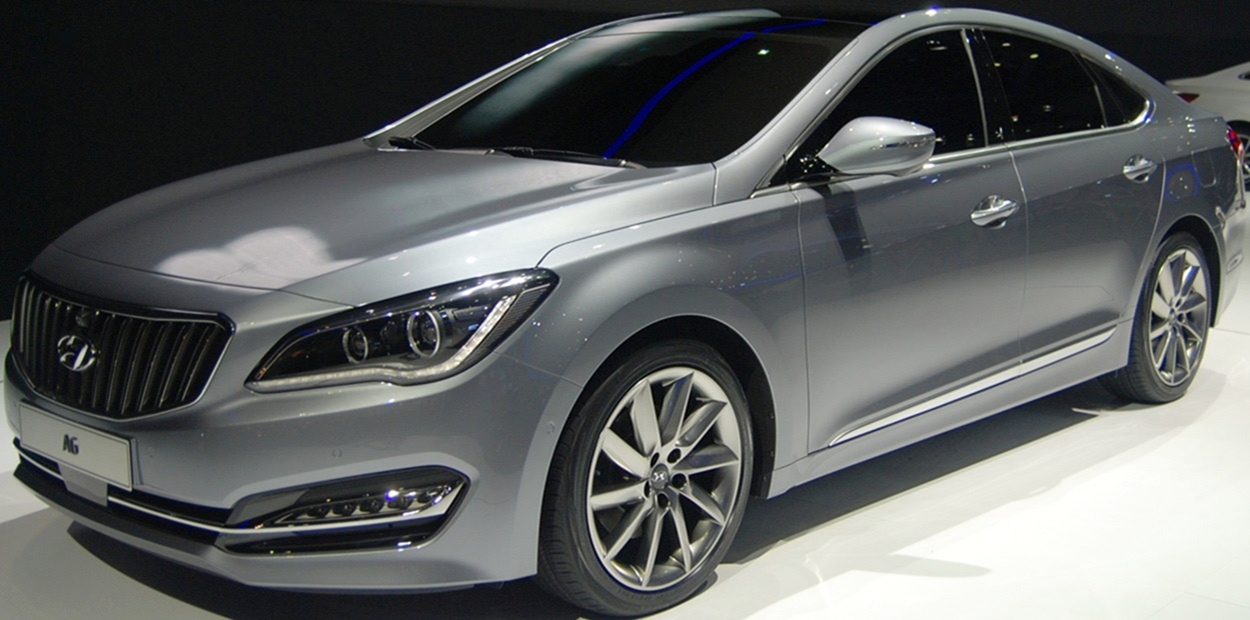
przedprodukcyjny Hyundai AG

W sierpniu 2014 roku Hyundai przedstawił model Aslan, który w portfolio producenta docelowo miał uplasować się pomiędzy silnie spokrewnionym technicznie Grandeurem, jak i większym, tylnonapędowym Genesisem. Pojazd miał jednocześnie stanowić konkurencję dla importowanych z Europy luksusowych limuzyn takich marek, jak Audi, BMW czy Mercedes-Benz. Pierwotnie pojazd miał otrzymać nazwę Hyundai AG, jednak ostatecznie stała się ona jedynie kodem fabrycznym.
Samochód otrzymał stylizację łączącą ostre kształty z wyraźnymi przetłoczeniami, a także dużym, chromowanym sześciokątnym wlotem powietrza. Nadwozie przyjęło postać klasycznej, 4-drzwiowej luksusowej limuzyny, z kolei deska rozdzielcza została zapożyczona z modelu Sonata. Nazwa pojazdu, Aslan, pochodzi z języka tureckiego i oznacza lwa.

### Sprzedaż
Hyundai Aslan był samochodem przeznaczonym wyłącznie na wewnętrzny rynek południowokoreański. Samochód nie zdobył oczekiwanej popularności, sprzedając się znacznie gorzej od konkurencyjnych limuzyn klasy premium i zniknął z tego powodu z oferty Hyundaia w grudniu 2017 roku po niespełna 3 latach produkcji.

### Silniki
- V6 3.0l Lambda II
- V6 3.3l Lambda II